# ولینگرد مونیکیپلیتی
ولینگرد مونیکیپلیتی (به لاتین: Velingrad Municipality) یک سکونتگاه مسکونی در بلغارستان است که در استان پازارجیک واقع شده‌است.

## خصوصیات
ولینگرد مونیکیپلیتی ۴۰٬۵۹۵ نفر جمعیت دارد.